# Clelles
Clelles är en kommun i departementet Isère i regionen Auvergne-Rhône-Alpes i sydöstra Frankrike. Kommunen ligger i kantonen Clelles som tillhör arrondissementet Grenoble. År 2022 hade Clelles 576 invånare.

## Befolkningsutveckling
Antalet invånare i kommunen Clelles
Referens:INSEE